# Diaptomus signicauda
Diaptomus signicauda är en kräftdjursart som beskrevs av Lilljerborg. Diaptomus signicauda ingår i släktet Diaptomus och familjen Diaptomidae. Inga underarter finns listade i Catalogue of Life.